# Richard O'Connor (futbolista)
Richard O'Connor (Wandsworth, Inglaterra; 30 de agosto de 1978) es un exfutbolista de la Isla de Anguila nacido en Inglaterra que jugaba en la posición de delantero.

## Carrera

### Club
| Periodo   | Club                          |
| --------- | ----------------------------- |
| 1994–2000 | Wimbledon FC                  |
| 1999–2000 | Kingstonian FC                |
| 2000–2001 | Leatherhead FC                |
| 2001–2002 | Hampton & Richmond Borough FC |
| 2002      | Maidenhead United FC          |
| 2002–2003 | Hampton & Richmond Borough FC |
| 2003      | Maidenhead United FC          |
| 2003–2005 | Hampton & Richmond Borough FC |
| 2005      | AFC Hornchurch                |
| 2005      | Carshalton Athletic FC        |
| 2005–2006 | Leatherhead FC                |

### Selección nacional
Jugó para Anguila de 2000 a 2006 donde anotó cinco goles en seis partidos, incluyendo uno en la derrota por 1-2 ante Bahamas en Nasáu el 19 de marzo de 2000 por la Clasificación para la Copa Mundial de Fútbol de 2002.

## Estadísticas

### Goles internacionales
| # | Fecha                    | Sede                                                               | Rival                     | Resultado | Torneo                                               |
| - | ------------------------ | ------------------------------------------------------------------ | ------------------------- | --------- | ---------------------------------------------------- |
| 1 | 25 de febrero de 2000    | AO Shirley Recreation Ground, Road Town, Islas Vírgenes Británicas | Islas Vírgenes Británicas | 4–3       | Amistoso                                             |
| 2 | 25 de febrero de 2000    | AO Shirley Recreation Ground, Road Town, Islas Vírgenes Británicas | Islas Vírgenes Británicas | 4–3       | Amistoso                                             |
| 3 | 19 de marzo de 2000      | Thomas Robinson Stadium, Nasáu, Bahamas                            | Bahamas                   | 1–2       | Clasificación para la Copa Mundial de Fútbol de 2002 |
| 4 | 20 de septiembre de 2006 | Antigua Recreation Ground, St. John's, Antigua y Barbuda           | Antigua y Barbuda         | 3–5       | Clasificación para la Copa del Caribe de 2007        |
| 5 | 22 de septiembre de 2006 | Antigua Recreation Ground, St. John's, Antigua y Barbuda           | San Cristóbal y Nieves    | 1–6       | Clasificación para la Copa del Caribe de 2007        |